# Tommasi di Vignano
I Tomasi di Vignano sono una famiglia nobile italiana, creati Conti di Vignano nel 1442, secondo la tradizione originaria di Bisanzio (330 d.C.), e poi successivamente passata in Ancona (640 circa), diramatasi poi a Siena (1100 circa), Verona, Milano, Roma.

## Distintivi
L'arma familiare è di rosso alla fascia d'argento, il cimiero è costituito da un elmo con corona di conte (9 perle); a corredo vi è il motto latino Spes mea in Domino est (la mia speranza è nel Signore).
La famiglia ha i titoli di Conte (concesso con Decreto del Vicario Imperiale, 26 novembre 1442, e riconosciuto con Decreto Presidenziale del Regno d'Italia, 7 luglio 1932), Nobile (previo Decreto Ministeriale del Regno d'Italia, 22 giugno 1905) e Patrizio Senese; detiene il patronato della Chiesa di S.Agnese in Vignano.

## Fatti salienti

### Ancona
641 DC : i gemelli Artemio e Giustino fuggono da Costantinopoli alla morte dell'Imperatore Heracleo dell'impero romano d'oriente, e al conseguente scoppio della guerra civile tra baroni. Giungono in Ancona e verranno chiamati Thomasi (Thomasii = gemelli) e non più Leopardi.
715: Flavio Tomasi viene ordinato cardinale da Papa Gregorio III, col titolo di San Giorgio in Velabro.
904: Pietro Tomasi è patriarca di Gerusalemme ai tempi di Papa Sergio III.
1096: Pompeo Tomasi è generale nella prima crociata della flotta del pontefice, durante la presa di Gerusalemme.
1145: il generale Ridolfo Tomasi vince i Turchi colle armi di Papa Eugenio III. In seguito viene insignito duca e governatore delle province della Sciampagna dal Re di Francia Luigi IX.

### Siena
1120: Arrigo Tommasi/tomasi sposa Virginia Bandinelli, sorella del futuro Papa Alessandro III (Rolando Bandinelli, papa nel 1159, a lui è dedicata Alessandria). I figli sono: Viviano, Bartolomeo detto Teci, Aringhieri e Montancollo.
1171: Viviano, figlio di Arrigo, prima Arcidiacono di Orvieto e poi vescovo in Roma, diventa Cardinale col titolo di S.Stefano in Monte Celio. Viene mandato dal Papa in Inghilterra per tentare di riconciliare S. Tommaso Becket, vescovo di Canterbury, col re Enrico II.
1173: i Tommasi/tomasi fuggono da Ancona durante l'assedio posto da Cristiano di Magonza per conto di Federico I Barbarossa Si rifugiano a Siena, città dei Bandinelli.
1177: avviene la pace di Venezia tra Papa Alessandro III e l'Imperatore, che aveva sostenuto l'altro Papa Vittore IV. Ai Tommasi/tomasi viene concesso lo stemma che ancora oggi il ramo di Siena mantiene (fascia imperiale argento in campo rosso). I Tommasi/tomasi sono tra i Grandi di Siena, la sola nobiltà a produrre i consoli della città.
1193: Giugurta, figlio di Teci, eletto console della repubblica a Siena.
1201: a Siena vengono aboliti i consoli, sostituiti da 9 Priori. Insieme al Capitano del popolo e al Gonfaloniere di giustizia, governano la repubblica. I Tommasi sono tra le famiglie dell'ordine dei nove.
1208: Arrigo, figlio di Teci, risulta tra gli stipulanti di un trattato di alleanza fra Firenze e Siena.
1224: Cione, figlio di Giugurta, eletto Capitano della repubblica di Siena, viene inviato a prendere possesso di Grosseto, che viene conquistata.
1227: Niccolò detto "Montincollo", figlio di Giugurta, riceve dall'imperatore Federico II il titolo di Marchese di Monteaperto (o Monteaperti) per meriti relativi alla crociata. Sarà riformatore della repubblica nel 1235. Il ramo dei marchesi di Monteaperto si estinse nel 1700, ma i ruderi del castello, detti del Monteapertaccio,  sono visibili ancora oggi.
1238: Jacopo, figlio di Giugurta, capitano d'armi, inviato in aiuto dell'imperatore Federico II, muore nell'assedio di Brescia.
1260, 4 settembre: battaglia tra Guelfi e Ghibellini a Monteaperto, menzionata da Dante. Grande vittoria per i senesi ghibellini sui guelfi fiorentini.
1298: nasce Cecco, di Bartolomeo, di Guglielmo "rustichello", di Niccolò. Sarà banchiere e nel 1321 tra i 4 Provveditori di Biccherna (ragioneria della repubblica).
1344: nasce Tommaso, figlio di Cecco. È consigliere della repubblica nel 1372, 1377, 1388. Gonfaloniere nel 1389, 1397,1400.
1369: nasce Giacomo, figlio di Tommaso. Sarà consigliere, capitano del popolo e gonfaloniere.
1442, 26 novembre: Ansano detto Sano, figlio di Giacomo, viene creato Conte di Vignano, insieme allo zio Cecco e ai cugini Giacomo e Mino, a Milano da Filippo Maria Visconti, Duca di Milano e Vicario imperiale in Italia. Ricevono il possedimento della collina di Vignano, fuori Siena, dove si erge il Castello detto "il Vignanone", con cappella e torre fortilizia. Ricevono il Patronato (per tutti i discendenti) della chiesa di S.Agnese, costruzione bizantina del sec. VIII, con rifacimento romanico del XII di facciata e interni, copertura a volta del sec. XVII e altare barocco del sec. XVIII.